# Децебал
Децебал (на латински: Decebalus; на румънски: Decebal) е владетел на даките в периода 86 – 106 г., воювал с Римската империя и загинал към края на Дакийските войни. В резултат, през 106 г. е образувана римската провинция Дакия.

## Конфликт с Рим

### Нашествие в Мизия
През 86 г., при управлението на римския император Домициан, Децебал нахлува в Мизия, разбива войските на римския наместник Опий Сабин и завладява голяма част от провинцията. Изпратените през 87 г., да я защитят,  войски също са разбити от нашествениците, а всички римски знамена са пленени.
През 88 г. нови римски войски, под командването на генерал Юлиан, нахлуват в Дакия. Решаващото сражение при Тан (в земите на по-късната Трансилвания) е спечелено от римляните, но заради проблеми с германските племена квади, те не се възползват от това и с Децебал е сключен доста унизителен мир, включващ и ежегодно изплащане на данък на варварите.

### Война с Траян (101 – 102 г.)
Веднага след като става император (наследявайки Нерва), Марк Улпий Траян започва подготовка за война с даките. През пролетта на 101 г. той напада страната им. Римляните отново печелят сражение при Тан, но навлизането в дълбочина в Дакия е забавено, тъй като даките се сражават за всяко населено място.
Настъпващата зима принуждава императора да спре похода и да се установи в укрепените лагери. Децебал се възползва от това и събирайки силите си и подкрепен от бастарни и сармати, атакува провинция Мизия, но Траян прехвърля войски там и въпреки големите загуби побеждава даките. През пролетта на 102 г. продължава настъплението си и тежките загуби принуждават Децебал към преговори, на които получава много неизгоден мир, с нарочно утежнени условия. На римляните са дадени всички територии, които са успели да завладеят, а даките трябва да разрушат крепостите си и да се лишат в полза на римляните от най-опасните за тях от въоръженията си. Във външната политика Децебал се задължава да установява отношения с други народи само под ръководството на Рим.

### Война с Траян (105 – 106 г.)
Както вероятно е и очаквал и желаел Траян, договорът между него и Децебал е нарушен от вожда, който вместо да се откаже от войната се готви усилено за нова и то планирайки за тази цел съюз с новия съперник на Древен Рим за господство над Изтока - Царство Партия. Съответно, в началото на лятото на 105 г., Траян пак нахлува в Дакия. Римляните атакуват страната едновременно в няколко направления. Съпротивата на Децебал е съкрушена и той отстъпва, докато не пада и столицата му Сармизегетуза. Тогава се опитва да се скрие, за да организира нова съпротива, но не успява и за да не попадне в плен, се самоубива, пронизвайки се с меч (106 г.). Римляните потъпкват краткотрайните въстания срещу тяхната власт, а Дакия е превзета и разграбена. Тя става римска провинция, а императорът триумфира в Рим, където в чест на победата му над даките е издигната Траяновата колона (на Форума на Траян) и му е присъдено прозвището Дакик (Dacicus - Дакийски).

## Мемориали
Между 1994 и 2004 г. на румънския бряг на Дунав при пролома Железни врата (мястото на нахлуването на Траян в Дакия през втората му война с даките, по специално изграден за това огромен мост, проектиран от Аполодор от Дамаск) е изработена огромна скална скулптура в чест на Децебал.

## В киното
„Даки“ (Les Guerriers) – исторически игрален филм, драма от 1967 г. - Румъния, Франция. Режисьор: Сергиу Николаеску. В ролите: Пиер Брис, Мари-Жозе Нат, Жорж Маршал и Амза Пелеа